# 사이버 범죄 조약

사이버 범죄 조약(Convention on Cybercrime, Budapest Convention on Cybercrime, Budapest Convention)은 국내법을 조화롭게 만들고 조사 기법을 개선하고 국가 간 협업을 증대시킴으로써 인터넷과 컴퓨터 범죄(사이버 범죄)의 해결을 강구하는 최초의 국제 조약이다. 프랑스의 유럽 평의회가 구성한 것으로 참관 회원국으로 캐나다, 일본, 필리핀, 남아프리카, 미국이 있다.
조약, 설명 보고서가 2001년 11월 8일 109회 유럽 평의회 위원회에서 채택되었다. 2001년 11월 23일 부다페스트에서 서명을 위해 개최되었으며 2004년 7월 1일 발효에 들어갔다.